# Passiebloem (Piet Mondriaan)
Passiebloem is een tekening van Piet Mondriaan in het Kunstmuseum Den Haag.

## Voorstelling
Het stelt een vrouw voor gekleed in een witte, mouwloze jurk met opgeheven gezicht en gesloten ogen. Boven iedere schouder is een passiebloem zichtbaar.
Volgen het Rijksbureau voor Kunsthistorische Documentatie stelt het Marie Simon voor, Mondriaans 'theosofische vriendin' van 1908 tot 1910. Hier is echter geen bewijs voor.
Meer waarschijnlijk is dat het hier gaat om Mien Philippona. Zij was pianiste en net als Mondriaan lid van Kunstenaarsvereniging Sint Lucas. Ze organiseerde concerten bij haar thuis, die ook door Mondriaan bezocht werden. In New York vertelde hij een bezoekster dat de tekening Passiebloem een in vervoering zijnde concertpianiste voorstelt.

## Herkomst
Het werk werd in 1994 voor het eerst gesignaleerd in het Gemeentemuseum Den Haag.